# Großer Preis von Europa 2004
Der Große Preis von Europa 2004 (offiziell 2004 Formula 1 Allianz Grand Prix of Europe) fand am 30. Mai auf dem Nürburgring in Nürburg statt und war das siebte Rennen der Formel-1-Weltmeisterschaft 2004.

## Berichte

### Hintergründe
Nach dem Großen Preis von Monaco führte Michael Schumacher in der Fahrerwertung mit zwölf Punkten vor Rubens Barrichello und mit 18 Punkten vor Jenson Button. In der Konstrukteurswertung führte Ferrari mit 36 Punkten vor Renault und mit 48 Punkten vor BAR-Honda.
Mit Michael Schumacher (viermal), Ralf Schumacher und Barrichello (jeweils einmal) traten drei ehemalige Sieger zu diesem Grand Prix an.

### Training
Die letzten sechs Teams der Konstrukteursmeisterschaft 2003 waren berechtigt, am Freitag im freien Training ein drittes Auto einzusetzen. Diese Fahrer fuhren am Freitag, traten aber weder im Qualifying noch im Rennen an. Anthony Davidson (BAR-Honda), Björn Wirdheim (Jaguar-Cosworth), Ricardo Zonta (Toyota), Timo Glock (Jordan-Cosworth) und Bas Leinders (Minardi-Cosworth) nahmen in dieser Funktion an den Freitagstrainings teil.
Am Freitag war Kimi Räikkönen mit 1:29,355 Minuten der Schnellste.
Am Samstag fuhr dann Jenson Button mit 1:28,827 Minuten die schnellste Zeit, gefolgt von Michael Schumacher und Takuma Satō.

### Qualifying
Im ersten Qualifying, in dem die Startpositionen für das zweite Qualifying ermittelt wurden, erzielte Satō die schnellste Zeit vor Michael und Ralf Schumacher.
Im Qualifying war dann Michael Schumacher der Schnellste und sicherte sich mit 1:28,351 Minuten die Pole-Position vor Satō und Jarno Trulli.

### Rennen
Beim Start behielt Michael Schumacher die Führung, hinter dem deutschen Fahrer überholte Trulli Satō, der jedoch in der ersten Kurve den Platz wieder an seinen Rivalen zurückgab. Weiter hinten war Juan Pablo Montoya beim Anbremsen zur Kurve zu spät: Der Kolumbianer rammte schließlich seinen Teamkollegen Ralf Schumacher, der wiederum den Toyota von Cristiano da Matta traf. Letzterer und der deutsche Fahrer mussten das Rennen aufgeben, während Montoya mit einem beschädigten Frontflügel an die Box zurückkehrte und auf dem letzten Platz wieder ins Rennen ging.
Ein paar Kurven nach dem Start verbremste sich Satō und Trulli nutzte die Gelegenheit, um den zweiten Platz zu erobern. Der Japaner gab allerdings nicht auf und lieferte sich weiter ein hitziges Duell mit Trulli, bei welchem er am Ende die Oberhand behalten und Trulli Plätze verlieren sollte. Am Ende der ersten Runde überquerte Michael Schumacher die Ziellinie vor Räikkönen, Fernando Alonso, Satō, Barrichello, Button und Trulli. Der deutsche Ferrari-Pilot war deutlich schneller als Räikkönen, auf den er pro Runde fast zwei Sekunden gutmachte. Der Finne agierte als Blocker gegen die Verfolgergruppe, die ihn zwar deutlich schneller, aber nicht überholen konnte und so einen erheblichen Rückstand auf Michael Schumacher einfuhr.
Die erste Boxenstoppserie eröffnete Michael Schumacher in der 8. Runde. Eine Runde später tankte auch Räikkönen nach, der kurz nach dem Verlassen der Box seinen McLaren mit kaputtem Motor am Streckenrand abstellte. In den folgenden Runden legten alle Fahrer ihren ersten Stopp ein, mit Ausnahme von Barrichello, David Coulthard und Giancarlo Fisichella, die mit einer Zwei-Stopp-Strategie starteten. Anschließend lag der Brasilianer einige Runden lang in Führung, bevor er in Runde 16 nachtankte. Der letzte Fahrer, der seinen ersten Stopp einlegte, war Fisichella in Runde 24. Michael Schumacher führte weiterhin das Rennen vor Satō, Barrichello, Button, Trulli, Alonso und Mark Webber an. Weiter hinten hatte Montoya Mühe, sich nach dem Unfall in der ersten Runde zu erholen, während Coulthard ausschied, weil er wie sein Teamkollege mit Motorschaden abstellen musste.
Der zweite Satz Stopps ermöglichte es Barrichello, Satō zu überholen; Hinter den Japanern standen der Reihe nach Button, Trulli, Alonso und Webber. Bis zur 42. Runde passierte praktisch nichts, als Alonso die dritte und letzte Serie von Boxenstopps eröffnete. Barrichello überholte Satō erneut, aber der japanische Fahrer, der weniger Treibstoff an Bord hatte, attackierte ihn in Runde 46. Satōs Aktion war erfolglos und am Ende kam es zu einer Berührung der beiden: Der BAR-Fahrer beschädigte sich seinen Frontflügel, während Barrichellos Auto keinen nennenswerten Schaden erlitt. Satō kehrte an die Box zurück, um die Nase zu wechseln, doch kurz darauf gab das Getriebe seines Autos auf. Button rückte damit auf den dritten Platz vor. Es gab keine weiteren nennenswerten Ereignisse und Michael Schumacher gewann das sechste von sieben Rennen seit Saisonbeginn; Hinter ihm schlossen sich Barrichello, Button, Trulli, Alonso, Fisichella, Webber und Montoya an.
Sowohl in der Fahrer- als auch in der Konstrukteurswertung blieben die ersten drei Positionen unverändert.

## Meldeliste
| Team                       | Nr. | Fahrer               | Chassis        | Motor                 | Reifen |
| -------------------------- | --- | -------------------- | -------------- | --------------------- | ------ |
| Scuderia Ferrari Marlboro  | 01  | Michael Schumacher   | Ferrari F2004  | Ferrari 3.0 V10       | B      |
| Scuderia Ferrari Marlboro  | 02  | Rubens Barrichello   | Ferrari F2004  | Ferrari 3.0 V10       | B      |
| BMW.WilliamsF1 Team        | 03  | Juan Pablo Montoya   | Williams FW26  | BMW 3.0 V10           | M      |
| BMW.WilliamsF1 Team        | 04  | Ralf Schumacher      | Williams FW26  | BMW 3.0 V10           | M      |
| West McLaren Mercedes      | 05  | David Coulthard      | McLaren MP4-19 | Mercedes-Benz 3.0 V10 | M      |
| West McLaren Mercedes      | 06  | Kimi Räikkönen       | McLaren MP4-19 | Mercedes-Benz 3.0 V10 | M      |
| Mild Seven Renault F1 Team | 07  | Jarno Trulli         | Renault R24    | Renault 3.0 V10       | M      |
| Mild Seven Renault F1 Team | 08  | Fernando Alonso      | Renault R24    | Renault 3.0 V10       | M      |
| Lucky Strike BAR Honda     | 09  | Jenson Button        | BAR 006        | Honda 3.0 V10         | M      |
| Lucky Strike BAR Honda     | 10  | Takuma Satō          | BAR 006        | Honda 3.0 V10         | M      |
| Lucky Strike BAR Honda     | 35  | Anthony Davidson     | BAR 006        | Honda 3.0 V10         | M      |
| Sauber Petronas            | 11  | Giancarlo Fisichella | Sauber C23     | Petronas 3.0 V10      | B      |
| Sauber Petronas            | 12  | Felipe Massa         | Sauber C23     | Petronas 3.0 V10      | B      |
| Jaguar Racing              | 14  | Mark Webber          | Jaguar R5      | Cosworth 3.0 V10      | M      |
| Jaguar Racing              | 15  | Christian Klien      | Jaguar R5      | Cosworth 3.0 V10      | M      |
| Jaguar Racing              | 37  | Björn Wirdheim       | Jaguar R5      | Cosworth 3.0 V10      | M      |
| Panasonic Toyota Racing    | 16  | Cristiano da Matta   | ToyotaTF104    | Toyota 3.0 V10        | M      |
| Panasonic Toyota Racing    | 17  | Olivier Panis        | ToyotaTF104    | Toyota 3.0 V10        | M      |
| Panasonic Toyota Racing    | 38  | Ricardo Zonta        | ToyotaTF104    | Toyota 3.0 V10        | M      |
| Jordan-Ford                | 18  | Nick Heidfeld        | Jordan EJ14    | Ford 3.0 V10          | B      |
| Jordan-Ford                | 19  | Giorgio Pantano      | Jordan EJ14    | Ford 3.0 V10          | B      |
| Jordan-Ford                | 39  | Timo Glock           | Jordan EJ14    | Ford 3.0 V10          | B      |
| Minardi F1 Team            | 20  | Gianmaria Bruni      | Minardi PS04B  | Cosworth 3.0 V10      | B      |
| Minardi F1 Team            | 21  | Zsolt Baumgartner    | Minardi PS04B  | Cosworth 3.0 V10      | B      |
| Minardi F1 Team            | 40  | Bas Leinders         | Minardi PS04B  | Cosworth 3.0 V10      | B      |

Anmerkungen
1. 1 2 3 4 5  Nahm nur am Freitagstraining teil.

## Klassifikationen

### Qualifying
| Pos. | Fahrer               | Konstrukteur     | Q1       | Q2         | Start |
| ---- | -------------------- | ---------------- | -------- | ---------- | ----- |
| 01   | Michael Schumacher   | Ferrari          | 1:28,278 | 1:28,351   | 01    |
| 02   | Takuma Satō          | BAR-Honda        | 1:27,691 | 1:28,986   | 02    |
| 03   | Jarno Trulli         | Renault          | 1:29,905 | 1:29,135   | 03    |
| 04   | Kimi Räikkönen       | McLaren-Mercedes | 1:28,897 | 1:29,137   | 04    |
| 05   | Jenson Button        | BAR-Honda        | 1:28,816 | 1:29,245   | 05    |
| 06   | Fernando Alonso      | Renault          | 1:29,069 | 1:29,313   | 06    |
| 07   | Rubens Barrichello   | Ferrari          | 1:29,014 | 1:29,353   | 07    |
| 08   | Juan Pablo Montoya   | Williams-BMW     | 1:29,092 | 1:29:354   | 08    |
| 09   | Ralf Schumacher      | Williams-BMW     | 1:28,655 | 1:29,459   | 09    |
| 10   | Olivier Panis        | Toyota           | 1:29,243 | 1:29,697   | 10    |
| 11   | Cristiano da Matta   | Toyota           | 1:29,272 | 1:29,706   | 11    |
| 12   | Christian Klien      | Jaguar-Cosworth  | 1:30,933 | 1:31,431   | 12    |
| 13   | Nick Heidfeld        | Jordan-Ford      | 1:32,216 | 1:31,604   | 13    |
| 14   | Mark Webber          | Jaguar-Cosworth  | 1:30,579 | 1:31,797   | 14    |
| 15   | Giorgio Pantano      | Jordan-Ford      | 1:31,928 | 1:31,979   | 15    |
| 16   | Felipe Massa         | Sauber-Petronas  | 1:31,879 | 1:31,982   | 16    |
| 17   | Zsolt Baumgartner    | Minardi-Cosworth | 1:33,061 | 1:34,398   | 17    |
| 18   | David Coulthard      | McLaren-Mercedes | 1:28,717 | keine Zeit | 20    |
| 19   | Giancarlo Fisichella | Sauber-Petronas  | 1:29,327 | keine Zeit | 18    |
| 20   | Gianmaria Bruni      | Minardi-Cosworth | 1:33,077 | keine Zeit | 19    |

### Rennen
| Pos. | Fahrer               | Konstrukteur     | Runden | Stopps | Zeit        | Start | Schnellste Runde |
| ---- | -------------------- | ---------------- | ------ | ------ | ----------- | ----- | ---------------- |
| 01   | Michael Schumacher   | Ferrari          | 60     | 3      | 1:32:35,101 | 01    | 1:29,468 (07.)   |
| 02   | Rubens Barrichello   | Ferrari          | 60     | 2      | + 17,989    | 07    | 1:30,101 (14.)   |
| 03   | Jenson Button        | BAR-Honda        | 60     | 3      | + 22,533    | 05    | 1:30,457 (13.)   |
| 04   | Jarno Trulli         | Renault          | 60     | 3      | + 53,673    | 03    | 1:31,131 (30.)   |
| 05   | Fernando Alonso      | Renault          | 60     | 3      | + 1:00,987  | 06    | 1:31,065 (29.)   |
| 06   | Giancarlo Fisichella | Sauber-Petronas  | 60     | 2      | + 1:13,448  | 18    | 1:31,413 (23.)   |
| 07   | Mark Webber          | Jaguar-Cosworth  | 60     | 2      | + 1:16,206  | 14    | 1:31,893 (37.)   |
| 08   | Juan Pablo Montoya   | Williams-BMW     | 59     | 3      | + 1 Runde   | 08    | 1:31,424 (43.)   |
| 09   | Felipe Massa         | Sauber-Petronas  | 59     | 2      | + 1 Runde   | 16    | 1:32,729 (37.)   |
| 10   | Nick Heidfeld        | Jordan-Ford      | 59     | 3      | + 1 Runde   | 13    | 1:32,121 (55.)   |
| 11   | Olivier Panis        | Toyota           | 59     | 3      | + 1 Runde   | 10    | 1:32,506 (12.)   |
| 12   | Christian Klien      | Jaguar-Cosworth  | 59     | 2      | + 1 Runde   | 12    | 1:32,804 (14.)   |
| 13   | Giorgio Pantano      | Jordan-Ford      | 58     | 4      | + 2 Runden  | 15    | 1:32,772 (27.)   |
| 14   | Gianmaria Bruni      | Minardi-Cosworth | 57     | 3      | + 3 Runden  | 19    | 1:35,555 (07.)   |
| 15   | Zsolt Baumgartner    | Minardi-Cosworth | 57     | 3      | + 3 Runden  | 17    | 1:34,666 (46.)   |
| –    | Takuma Satō          | BAR-Honda        | 47     | 4      | DNF         | 02    | 1:30,004 (11.)   |
| –    | David Coulthard      | McLaren-Mercedes | 25     | 1      | DNF         | 20    | 1:32,337 (14.)   |
| –    | Kimi Räikkönen       | McLaren-Mercedes | 9      | 1      | DNF         | 04    | 1:31,670 (02.)   |
| –    | Ralf Schumacher      | Williams-BMW     | 0      | 0      | DNF         | 09    | –                |
| –    | Cristiano da Matta   | Toyota           | 0      | 0      | DNF         | 11    | –                |

## WM-Stände nach dem Rennen
Die ersten acht jedes Rennens bekamen 10, 8, 6, 5, 4, 3, 2 bzw. 1 Punkt(e).

### Fahrerwertung
| Pos. | Fahrer               | Konstrukteur    | Punkte |
| ---- | -------------------- | --------------- | ------ |
| 01   | Michael Schumacher   | Ferrari         | 60     |
| 02   | Rubens Barrichello   | Ferrari         | 46     |
| 03   | Jenson Button        | BAR-Honda       | 38     |
| 04   | Jarno Trulli         | Renault         | 36     |
| 05   | Fernando Alonso      | Renault         | 25     |
| 06   | Juan Pablo Montoya   | Williams-BMW    | 24     |
| 07   | Ralf Schumacher      | Williams-BMW    | 12     |
| 08   | Takuma Satō          | BAR-Honda       | 8      |
| 09   | Felipe Massa         | Sauber-Petronas | 5      |
| 10   | Giancarlo Fisichella | Sauber-Petronas | 5      |

| Pos. | Fahrer             | Konstrukteur     | Punkte |
| ---- | ------------------ | ---------------- | ------ |
| 11   | David Coulthard    | McLaren-Mercedes | 4      |
| 12   | Cristiano da Matta | Toyota           | 3      |
| 13   | Mark Webber        | Jaguar-Cosworth  | 3      |
| 14   | Nick Heidfeld      | Jordan-Ford      | 2      |
| 15   | Olivier Panis      | Toyota           | 1      |
| 16   | Kimi Räikkönen     | McLaren-Mercedes | 1      |
| 17   | Zsolt Baumgartner  | Minardi-Cosworth | 0      |
| 18   | Christian Klien    | Jaguar-Cosworth  | 0      |
| 19   | Giorgio Pantano    | Jordan-Ford      | 0      |
| 20   | Gianmaria Bruni    | Minardi-Cosworth | 0      |

### Konstrukteurswertung
| Pos. | Konstrukteur    | Punkte |
| ---- | --------------- | ------ |
| 01   | Ferrari         | 106    |
| 02   | Renault         | 61     |
| 03   | BAR-Honda       | 46     |
| 04   | Williams-BMW    | 36     |
| 05   | Sauber-Petronas | 10     |

| Pos. | Konstrukteur     | Punkte |
| ---- | ---------------- | ------ |
| 06   | McLaren-Mercedes | 5      |
| 07   | Toyota           | 4      |
| 08   | Jaguar-Cosworth  | 3      |
| 09   | Jordan-Ford      | 2      |
| 10   | Minardi-Cosworth | 0      |